# Ley de Sociedad de Convivencia
La Ley de Sociedad de Convivencia (loi de société de vie commune) a été approuvée le 9 novembre 2006 par l'Assemblée législative du district fédéral de Mexico. Les décrets d'application ont été publiés le 5 mars 2007. Elle apporte une reconnaissance légale aux foyers formés par des personnes sans lien de parenté ou liés par affinité. La loi envisage et détermine certains droits et devoirs pour les membres de la « société de vie commune », qui manquaient à plusieurs familles avant sa création. Entre autres, elle définit le droit d'hériter (la succession légitime sans testament), de reprendre le contrat de bail, d'être nourri en cas de besoin, et d'avoir une tutelle légitime. Seuls bénéficiaient de ces droits les ascendants, descendants ou le/la conjoint/e légal d'une personne. Grâce à cette nouvelle loi, il est possible de déclarer des sociétés de vie commune à Mexico à partir du 16 mars 2007.

## Droits et devoirs bilatéraux
Il s'agit d'une loi civile autonome d'intérêt public. Même si elle se limitait à donner quelques bénéfices à une minorité, elle aurait toujours ce statut (de même que la loi des droits d'auteur, qui ne protège que les créateurs), mais en réalité elle reconnaît des droits et des devoirs aux personnes qui souscrivent une convention de société de vie commune, c'est-à-dire, depuis le moment où les partenaires signent la convention, ils acquièrent des droits et devoirs bilatéraux. En déclarant cette convention devant la Direction juridique de la délégation politique correspondante, leurs droits opposables au tiers commencent à prendre effet, équivalents à ceux du concubinage (couples de fait). Deux ans après l'enregistrement, le droit d'exercer légitimement la tutelle sur le partenaire et sur ses biens (en cas de maladie grave ou d'incapacité juridique), comme pour les conjoints.

## Une loi polémique: homosexualité et état civil
Cette loi est devenue célèbre parce que les médias l'ont présentée comme une législation destinée à mettre sur le même pied les relations homosexuelles et le mariage. En réalité, cette loi ne reconnaît pas de liens familiaux et ne concerne que les adultes, quel que soit leur sexe ou genre sexuel, qui souscrivent cette convention, en aucun cas les mineurs ou enfants de l'un des partenaires. De plus, le fait de signer une société de vie commune ne modifie par l'état civil des partenaires, qui restent célibataires devant la loi. La société de vie commune est ainsi comparable non au mariage mais à l'union civile.